# یواس‌اس گراس‌بک (اس‌پی-۵۶۶)
یواس‌اس گراس‌بک (اس‌پی-۵۶۶) (به انگلیسی: USS Grosbeak (SP-566)) یک کشتی بود که طول آن ۳۸ فوت (۱۲ متر) بود.